# Bernard Williams
Sir Bernard Arthur Owen Williams je bil angleški moralni filozof. Rodil se je 21. septembra leta 1929 v kraju Essex, umrl pa je 10. junija 2003 v Rimu. Med njegova najbolj znana dela štejemo Problems of the Self (1973), Ethics and the Limits of Philosophy (1985), Shame and Necessity (1993) ter Truth and Truthfulness (2002). Zaradi izjemnih dosežkov na področju filozofije, je bil leta 1999 povzdignjen v viteza.
Poučeval je kot profesor filozofije na Cambridgeu ter Berkeleyu. Poznan je postal predvsem zaradi truda, da bi preusmeril preučevanje moralne filozofije na psihologijo, zgodovino in še posebej antično Grčijo. Britanski filozof Colin McGinn ga je opisal kot »analitičnega filozofa z dušo humanista«. Znana ameriška filozofinja Martha Nussbaum je zanj dejala, da je poskušal filozofijo spremeniti tako, da ta vzame v poštev zapletenost in kompleksnost človeške narave.
Poleg tega je bil Williams velik podpornik enakopravnosti žensk moškim, še posebej na področju izobrazbe, zato ga je Nussbaumova opisala celo kot feminista. Eden izmed njegovih mentorjev na Oxfordu, Gilbert Ryle, mu je pripisal izreden dar v pogovoru. Dejal je, da je »Williams v pogovoru besede sogovorca razume bolje, kot sogovorec sam, poleg tega pa zraven predvidi še vse morebitne opombe in ugovore, ki bi jih morebiti postavil sogovorec«.

## Življenje

### Zgodnje življenje in izobrazba
Williams se je rodil v predmestju Essexa z imenom Westcliff-on-Sea. Hilda Amy Williams, njegova mama je delala kot osebna pomočnica, oče Owen Pasley Denny Williams pa se je preživljal kot glavni inšpektor na ministrstvu za delo. 
Mladi Williams se je sprva izobraževal na šoli v Chigwellu, kjer se je tudi prvič srečal s filozofijo. Rad je bral romanopisca Davida Herberta Lawrenca, kar ga je vodilo do razmišljanja o temeljnih etičnih problemih. V svojem prvem delu z naslovom Mortality: An Introduction to Ethics (1972), ga je celo citiral in izrazil odobravanje do Lawrencovega razmišljanja, da mora človek najti svoj najgloblji čut in mu slediti.
Izobraževanje je nadaljeval v Oxfordu, kjer je Bernard Williams prebiral dela antičnih in drugih svetovno znanih filozofov. Največjo influenco nanj na Oxfordu so imeli WS Watt, R Meiggs, RM Hare, Elizabeth Anscombe, Eric Dodds, Eduard Fraenkel, David Pears in Gilbert Ryle. Williams je briljiral predvsem pri pisanju latinskih verzov v stilu Ovidija (rimski pesnik, pisatelj in mitograf). Diplomiral je z odliko leta 1951, postal pa je tudi član All Souls-a. 
Po končani izobrazbi je Williams dve leti služil v vojski v Kanadi za Royal Air Force.
Kasneje se je Williams vrnil v Anglijo in zasedel častno podeljeno mesto na Oxfordu, pozicijo pa je obdržal vse do leta 1959. 

### Odnos do žensk
Bernard Williams se je leta 1955 poročil z Shirley Brittain Caitlin, ki je bila prav tako kot Williams karierno zelo uspešna. Številni časniki so jo videli celo kot idealno predsednico države. Imela sta eno hčerko. Leta 1974 sta se ločila in istega leta se je poročil s Patricio Skinner, s katero je imel še dva sinova.
Leta 1972 je imel osrednjo vlogo pri sprejetju žensk na univerzo v Cambridgu. Ameriška filozofinja Martha Nussbaum je napisala, da je bil Williams tako blizu feminista, kot je v njegovem času vpliven moški lahko bil. V obeh svojih zakonih je pomagal pri delu z otroki in podpiral ženino kariero bolj kot je bilo v tistem času značilno.

### Berkley, Oxford
Leta 1979 je bil Williams izvoljen za rektorja na King's College in to mesto je obdržal do leta 1987. Leta 1986 je preživel semester na University of California, Berkley kot gostujoči profesor in je leta 1988 zapustil Anglijo, da je tam postal nemški profesor filozofije. V njegovem času je bil njegov odhod označen za »beg možganov«.
Leta 1990 se je vrnil v Anglijo in na Oxfordu postal profesor moralne filozofije. Njegova sinova sta ostala v Kaliforniji. Obžaloval je, da je bil njegov odhod, ki je bil označen za »beg možganov« tako javen. To naj bi storil z namenom opozorila na nizke britanske akademske plače.

### Kraljevi komiteji, odbori
Williams je sodeloval na več kraljevih in vladnih komitejih: za javne šole (the Public Schools Commision 1965-1970), zlorabo drog (Drug abuse 1971), igre na srečo (Gambling 1976-1978), odbor za opolzkost in cenzuriranost filmov (the Committee on Obscenity and Film Censorship 1979) in komisiji o socialni pravičnosti (Social Justice 1993-1994). Med komisijo o igrah na srečo je dejal, da je sam naredil že vse tovrstne pregrehe.
Mary Warnock, angleški filozof, se je kot predsedujoči član komiteja o cenzuriranost filmov iz leta 1979 z Williamsovim poročilom glede pornografije strinjal. Zapisal je namreč, da dokler so mladoletniki pred le-to zaščiteni, bi morali imeti odrasli prost dostop do nje, dokler ni z zakonom dokazano, da komu škodi. V poročilu je ovrgel trditev, da pornografija spodbuja spolna kazniva dejanja.

### Časti in smrt
Williams je postal član Britanske Akademije leta 1971 in častni član Ameriške umetniške in znanstvene akademije leta 1983, naslednje leto je postal član odbora Fitzwilliam muzeja v Cambridgu in kasneje predsednik. Leta 1993 je bil izbran v družbo Royal Society of Arts in leta 1999 postal vitez. Več univerz ga je nagradilo s častnim doktoratom, med drugim tudi Yale in Harvard.
Williams je umrl zaradi odpovedi srca 10. junija 2003, na počitnicah v Rimu. Leta 1999 je bil diagnosticiran za Diseminiranim plazmacitom, znanim tudi kot multipli mielom, vrsta raka. Preživeli so ga njegova žena, dva sinova in hčerka. Upepeljen je bil v Rimu.

## Dela

### Pristop do etike
A. W. Moore je zapisal, da je Williamsovo delo močno značilno za analitično tradicijo. Williams je vedno ohranjal standard jasnosti in strogosti izražanja. Za njegovo delo pravijo, da je briljantno, domišljijsko in pomensko poglobljeno. Številni Williamsovi citati so že vsebovali predvidevanje ugovora na to tezo, zato so morebitni kritiki Williamsove teze izpodbijali zelo težko.
Williams ni opredelil oziroma opisal nobene etične teorije oziroma sistema, zato mu mnogi očitajo, da je bil zgolj kritik. Williams pa se s podobnim kriticizmom ni ukvarjal. Odlični filozof le ni dovolil, da bi različne filozofske teorije vplivale na etično naravo človeka. Etične teorije je označil kot ideje, ki pa ne morajo v celoti opisati človeškega življenja in motivov. Williams nikoli ni izgubil stika s temeljnimi etičnimi vprašanji, na katere so po njegovem mnenju, številni drugorazredni filozofi premalo pozorni. V njegovem prvem delu z naslovom Morality: An Introduction to Ethics (1972), je zapisal, da je večina moralne filozofije dolgočasna in prazna. Osebno je menil, da bi morala biti študija etike ključna, nujna in težka, odgovore na vprašanja pa bi mogla iskati predvsem v psihologiji in zgodovini.
Williams se ni opisal kot etični realist, saj je v nasprotju z nekaterimi strokovnjaki, ki so menili, da obstaja koncept absolutne resničnosti, trdil da je resničnost odvisna od zornega kota posameznika- je zelo subjektivna. Tudi za vrednote je menil, da so zelo subjektivne, posamezniku pa niso zlahka vsiljene. 

### Kritika Kanta
Skozi dela Morality: An Introduction to Ethics (1972), Problems of the Self (1973), Utilitarianism: For and Against (1973), Moral Luck (1981) in Ethics and the Limits of Philosophy (1985) je Williams jasno izrazil kritiko do nemškega filozofa Kanta in dveh stebrov etike: utilitarizma in moralne filozofije. Obe teoriji sta po njegovem mnenju poenostavljali človeško moralo, zanemarjali človeška čustva in splet okoliščin, ki vpliva na odločitve posameznika. Jasno je ločil med posameznikovim razmišljanjem in njegovimi dejanji, kar je očital Kantu, da zanemarja. Williams je dejal, da posameznik razmišlja racionalno, ko združi svoja prepričanja z resnico. Kant po drugi strani obravnava mišljenje in dejanja kot eno, za kar pa Williams meni, da je absolutno narobe.

### Kritika utilitarizma
Williams je začel primer proti utilitarizmu – filozofski nazor, ki podpira dejanja, ki prinesejo največ koristi največjemu številu ljudi – v knjigi Utilitarism : For and Against (1973), ki jo je napisal skupaj s filozofom J. J. C. Smartom. V enem izmed primerov v knjigi nastopa Jim, botanik, ki opravlja raziskave v Južni Ameriki, v državi ki jo vodi krut diktator. Jim se znajde v majhni vasici, kjer je 20 Indijancev zaradi uporništva obsojenih na smrt. Kapitan, ki jih je ujel, se odloči, da če Jim ubije enega, bodo ostali preživeli v čast Jimovemu prihodu kot gost, sicer pa bo sam ubil vse zapornike. Utilitarizem pravi, da mora Jim ubiti enega in s tem pripomoči k višjemu cilju.
Williams pa se ne strinja in pravi, da je ključna razlika med tem, če osebo ubije Jim, ali pa če je oseba ubita s strani kapitana zaradi Jimove opustitve. Kapitan, če se odloči moriti, to ni samo učinek, ki ga sproži Jimovo dejanje. Kapitan je namreč moralni vršilec dejanja in ima svoje namere. Utilitarist po Williamsovem mnenju izgubi to razliko, kar nas spremeni v brezčutne ljudi iz katerih izhajajo posledice. Williams je trdil, da morajo moralne odločitve ohraniti našo psihološko identiteto in integriteto. Pravi da bi morali zavračati vsak sistem, ki človeške moralne odločitve zmanjšuje na nekaj algoritmov.

### Razlogi za dejavnost
Williams je trdil, da obstajajo samo notranji razlogi za dejanja: na primer A ima razlog za dejanje X, če ima željo, ki jo bo dejanje X potešilo. Zunanji razlog bi bil, da ima A razlog za dejanje X, četudi A nima osebne želje po dejanju X. Trdil je, da ni smiselno reči, da so zunanji razlogi; sam razlog ljudi namreč ne pripravi k dejanju.
Filozofinja Sophie Grace Chappel, v kritiko Williamsu trdi, da brez zunanjega razloga za dejanja ni mogoče ohranjati za vse ljudi enake morale. V primerih kjer nekdo nima notranjega razloga, da naredi pravo stvar, jih namreč ne moremo krivit, ker je niso storili, če ne obstajajo zunanji razlogi, da jo stori. Williams je dejal, da nekoga lahko krivimo, samo, če je imel notranji razlog za pravilno dejanje, pa tega ni storil.

### Resnica
V svoji zadnji dokončani knjigi, Truth and Truthfulness: An Essay in Genealogy (2002), Williams loči dve osnovni vrednoti resnice kot natančnost in iskrenost in poskuša najti razmerje med zahtevo po resnici in dvomom, da ta sploh obstaja. 
Očitna je Williamsova navezava na Nietzscheja in čeprav je bil del Williamsove namere napasti tiste, za katere je menil da zavračajo vrednoto resnice, knjiga opozarja da če jo tako razumemo zgrešimo glavni namen: Kot je zapisal Kenneth Baker, je to Williamsov razmislek o moralnih stroških intelektualne resničnosti, s katerim razbremenimo koncept resnice.

### Zapuščina
Williams ni zapustil nobene sistematične filozofske teorije, saj je bil glede njih izjemno skeptičen. Poznan je postal zaradi svojih dialektičnih sposobnostih. Ene najbolj opaznih zapuščin njegovega dela so tudi številne točke, ki jih je poudarjal in so se na videz zdele zelo očitne, vendar pa so nanje številni filozofi pozabili: etika je del človeške narave, ki je zelo zapleten in bi filozofi zato morali upoštevati tudi socialne razmere, psihologijo in zgodovino, sama pamet pa ni merilo vrednote za človeka. Temeljni motiv Williamsovega dela je to, da mora vsak izraziti svojo integriteto in verodostojnost. Leta 2002 je izjavil »Če bi v vseh mojih delih našli skupno bistvo je to, da nekatere stvari izražajo tvojo pravo osebnost in naravo, spet druge pod vplivom drugačnih okoliščin pa ne. Williams je premaknil temeljno vprašanje moralne filozofije iz »Kaj je moja dolžnost« na vprašanje iz antične Grčije, »Kako bi moral živeti.«

### Seznam del
- Mortality: An Introduction to Ethics (1972)
- Problems of the Self (1973)
- Utilitarism : For and Against (1973) ( z J. J. C. Smart, 1973)
- Moral Luck (1981)
- Ethics and the Limits of Philosophy (1985)
- Shame and Necessity (1993)
- Truth and Truthfulness: An Essay in Genealogy (2002)
- On Opera (zbirka esejev o operi, objavljena s strani Patricie Williams – 2006)

### Članki prevedeni v slovenščino
- Bog, morala in vidik razumnosti (1991)
- Absurdnost relativizma (2004)
- Etična kosistentnost (2008)